# Ex Drummer
Ex Drummer is een speelfilm uit 2007 van Koen Mortier, gebaseerd op het gelijknamige boek van Herman Brusselmans uit 1994.

## Verhaal
In Oostende zoeken drie gehandicapte muzikanten een drummer voor hun tot dan toe weinig succesvolle bandje. Ze willen eenmalig optreden op de Eerste Grote Rockprijskamp van Leffinge. Hun keuze valt op de bekende schrijver Dries (gebaseerd op Brusselmans), die beslist dat het feit dat hij niet kan drummen zijn handicap zal zijn.
Dries ziet in de uitnodiging een kans zijn leven een nieuw elan te geven en zijn manipulatieve gaven te ontplooien. Vanuit zijn appartement hoog boven Oostende daalt hij af in de onderbuik van de Vlaamse samenleving, waaruit hij gemakkelijk weer terug kan keren, zo verzekert hij zijn vriendin.
Op het rockfestival moet de band, inmiddels The Feminists gedoopt, het opnemen tegen onder meer de band Harry Mulisch, geleid door een schrijvende collega van Dries. Terwijl de jury zich beraadt, wordt het publiek beziggehouden door Aldo - een gastoptreden van Arno Hintjens.
De komst van de manipulerende Dries in de band leidt tot veel problematische situaties. Hij weet al snel de zwakke plekken van de andere bandleden te vinden, hetgeen eindigt in een explosie van geweld.

## Belangrijkste rollen
| Acteur              | Personage      | Rolbeschrijving                                                                               |
| ------------------- | -------------- | --------------------------------------------------------------------------------------------- |
| Dries Vanhegen      | Dries          | de schrijver                                                                                  |
| Norman Baert        | Koen de Geyter | de lispelende zanger                                                                          |
| Sam Louwyck         | Ivan Van Dorpe | de dove gitarist                                                                              |
| Gunter Lamoot       | Jan Verbeek    | e bassist. Handicap: stijve rechterarm.                                                       |
| Wim Willaert        | Jimmy          |                                                                                               |
| Tristan Versteven   | Dorian         | vriend van Jan                                                                                |
| Dolores Bouckaert   | Lio            | de vriendin van Dries                                                                         |
| Barbara Callewaert  | Christine      | de studente die onderzoek doet naar de collectieve gevoelens bij de dood van koning Boudewijn |
| François Beukelaers | pa Verbeek     |                                                                                               |
| Bernadette Damman   | ma Verbeek     |                                                                                               |
| Jan Hammenecker     | Dikke Lul      | de zanger van Harry Mulisch                                                                   |

## Muziek
De muziek van The Feminists
- Millionaire - Deep Fish
- Millionaire - Mongoloid (origineel van Devo)

De muziek van Harry Mulisch
- Flip Kowlier - De grootste lul van 't stad